# Robert Weede
Robert Weede né le 22 février 1903 à Baltimore et mort le 9 juillet 1972 à Walnut Creek (Californie) , est un baryton d'opéra américain.

## Biographie
Robert Weede naît le 22 février 1903 à Baltimore.
Après des études à l'Eastman School of Music et à Milan, il commence sa carrière sur scène au Radio City Music Hall en 1933 avant de faire ses débuts au Metropolitan Opera dans le rôle de Tonio dans Pagliacci en 1937. Il continue à se produire sur les scènes d'opéra, notamment au Metropolitan et au San Francisco Opera, pendant quatre décennies.
En 1956, il crée le rôle de Tony dans The Most Happy Fella.
Robert Weede meurt le 9 juillet 1972 à Walnut Creek en Californie.